# Coup D’Etat
Coup D’Etat – drugi solowy album studyjny G-Dragona, wydany 13 września 2013 roku przez YG Entertainment.
Album został początkowo wydany na iTunes. Pierwsza część albumu została wydana 2 września, a druga – 5 września 2013 roku. Fizycznie album ukazał się 13 września, zawierał dodatkowe dwa utwory niewydane na minialbumach.
Płytę promowały utwory "Black", "Who You?", "Crooked" i "Niliria".
W 2013 roku w Korei Południowej album sprzedał się w 195 603 egzemplarzach i był 8. najchętniej kupowanym albumem roku. W Japonii w 2013 roku album sprzedał się w 110 860 egzemplarzach.

## Lista utworów
| Nr  | Tytuł                                                                          | Słowa                     | Kompozycja                                          | Aranżacja                      | Czas |
| --- | ------------------------------------------------------------------------------ | ------------------------- | --------------------------------------------------- | ------------------------------ | ---- |
| 1.  | "Coup D’Etat" (kor. 쿠데타 (Coup D’Etat)) (feat. Diplo and Baauer)             | G-Dragon                  | G-Dragon, Diplo, Baauer                             | Diplo, Baauer                  | 2:58 |
| 2.  | "Niliria" (kor. 늴리리야 (Niliria)) (Missy Elliott ver.)                       | Missy Elliott, G-Dragon   | Teddy, G-Dragon, Missy Elliott                      | Teddy                          | 2:52 |
| 3.  | "R.O.D." (feat. Lydia Paek)                                                    | Teddy, G-Dragon, Choice37 | Teddy                                               | Teddy                          | 3:56 |
| 4.  | "Black" (feat. Jennie from Blackpink)                                          | Teddy, G-Dragon           | Teddy                                               | Teddy                          | 3:23 |
| 5.  | "Niga Mwonde (Who You?)" (kor. 니가 뭔데 (Who You?))                           | G-Dragon                  | G-Dragon, Kush                                      | Kush, Choice37                 | 3:21 |
| 6.  | "Sesangeul Heundeule (Shake the World)" (kor. 세상을 흔들어 (Shake the World)) | G-Dragon                  | G-Dragon, Choice37                                  | Choice37                       | 2:55 |
| 7.  | "MichiGO" (kor. 미치GO (GO))                                                   | G-Dragon                  | G-Dragon, Ham Seung-cheon, Kang Wook-jin            | Ham Seung-cheon, Kang Wook-jin | 3:28 |
| 8.  | "Ppiddak-hage (Crooked)" (kor. 삐딱하게(Crooked))                              | Teddy, G-Dragon           | Teddy, G-Dragon                                     | Teddy                          | 3:45 |
| 9.  | "Niliria" (kor. 늴리리야 (Niliria)) (G-Dragon ver.)                            | G-Dragon, Teddy           | Teddy, Missy Elliott, G-Dragon                      | Teddy                          | 2:52 |
| 10. | "Runaway"                                                                      | G-Dragon                  | G-Dragon, Dee.P                                     | Dee.P                          | 3:21 |
| 11. | "I Love It" (kor. 너무 좋아; Neomu Joh-a)) (feat. Zion.T & Boys Noize)         | G-Dragon                  | G-Dragon, Boys Noize, Siriusmo Boys Noize, Siriusmo | 3:15                           |      |
| 12. | "You Do" (Outro)                                                               | G-Dragon                  | G-Dragon, Choice37                                  | Choice37                       | 2:38 |
| 13. | "Window"                                                                       | G-Dragon, Teddy           | Choice37, Teddy, G-Dragon                           | Choice37                       | 3:47 |
| 14. | "Black" (feat. Sky Ferreira)                                                   | Teddy, G-Dragon           | Teddy                                               | Teddy                          | 3:24 |

## Nagrody
- 2014: World Music Award „World’s Best Album” – wygrana[8]

## Notowania
| Lista                        | Pozycja |
| ---------------------------- | ------- |
| Gaon Album Chart             | 1       |
| Billboard 200                | 182     |
| Billboard Heatseekers Albums | 3       |
| Billboard Independent Albums | 39      |
| Billboard Top Rap Albums     | 19      |
| Billboard World Albums       | 1       |